# Wijken en buurten in Heerlen
De Nederlandse gemeente Heerlen is voor statistische doeleinden onderverdeeld in wijken en buurten. De gemeente is verdeeld in de volgende statistische wijken:
- Wijk 10 Maria Gewanden en Terschuren (CBS-wijkcode:091710)
- Wijk 11 Mariarade (CBS-wijkcode:091711)
- Wijk 12 Hoensbroek-De Dem (CBS-wijkcode:091712)
- Wijk 13 Nieuw Lotbroek (CBS-wijkcode:091713)
- Wijk 14 De Koumen (CBS-wijkcode:091714)
- Wijk 20 Vrieheide-De Stack (CBS-wijkcode:091720)
- Wijk 21 Heerlerheide-Passart (CBS-wijkcode:091721)
- Wijk 22 Heksenberg (CBS-wijkcode:091722)
- Wijk 23 De Hei (CBS-wijkcode:091723)
- Wijk 24 Rennemig-Beersdal (CBS-wijkcode:091724)
- Wijk 30 Zeswegen-Nieuw Husken (CBS-wijkcode:091730)
- Wijk 31 Schandelen-Grasbroek (CBS-wijkcode:091731)
- Wijk 32 Meezenbroek-Schaesbergerveld (CBS-wijkcode:091732)
- Wijk 33 Heerlen-Centrum (CBS-wijkcode:091733)
- Wijk 34 Eikenderveld (CBS-wijkcode:091734)
- Wijk 35 Woonboulevard-Ten Esschen (CBS-wijkcode:091735)
- Wijk 36 Welten-Benzenrade (CBS-wijkcode:091736)
- Wijk 37 Bekkerveld (CBS-wijkcode:091737)
- Wijk 38 Caumerveld-Douve Weien (CBS-wijkcode:091738)
- Wijk 39 Molenberg (CBS-wijkcode:091739)
- Wijk 40 Heerlerbaan-Centrum (CBS-wijkcode:091740)
- Wijk 41 Heerlerbaan-Schil (CBS-wijkcode:091741)
- Wijk 42 De Beitel (CBS-wijkcode:091742)

Een statistische wijk kan bestaan uit meerdere buurten. Onderstaande tabel geeft de buurtindeling met kentallen volgens het Centraal Bureau voor de Statistiek (2008):
| CBS-buurtcode | Buurtnaam                      | Inwonertal | Opp. totaal (ha) | Opp. land (ha) | Ligging                |
| ------------- | ------------------------------ | ---------- | ---------------- | -------------- | ---------------------- |
| BU09171000    | Maria Gewanden                 | 3840       | 138              | 138            | Locatie in de gemeente |
| BU09171001    | Terschuren                     | 520        | 56               | 56             | Locatie in de gemeente |
| BU09171100    | Mariarade-Noord                | 2030       | 52               | 52             | Locatie in de gemeente |
| BU09171101    | Mariarade-Zuid                 | 1600       | 38               | 38             | Locatie in de gemeente |
| BU09171200    | Hoensbroek-Centrum             | 3780       | 69               | 69             | Locatie in de gemeente |
| BU09171201    | De Dem en omgeving             | 3840       | 90               | 90             | Locatie in de gemeente |
| BU09171300    | Nieuw Lotbroek-Noord           | 1820       | 122              | 115            | Locatie in de gemeente |
| BU09171301    | Nieuw Lotbroek-Zuid            | 2500       | 55               | 55             | Locatie in de gemeente |
| BU09171400    | De Koumen                      | 410        | 177              | 175            | Locatie in de gemeente |
| BU09172000    | Weggebekker                    | 420        | 78               | 74             | Locatie in de gemeente |
| BU09172001    | Uterweg                        | 1740       | 56               | 54             | Locatie in de gemeente |
| BU09172002    | Nieuw-Einde                    | 1500       | 66               | 66             | Locatie in de gemeente |
| BU09172003    | Versiliënbosch                 | 680        | 16               | 16             | Locatie in de gemeente |
| BU09172004    | Vrieheide                      | 1560       | 28               | 28             | Locatie in de gemeente |
| BU09172100    | Passart                        | 2520       | 56               | 56             | Locatie in de gemeente |
| BU09172101    | Heerlerheide Kom               | 3140       | 65               | 65             | Locatie in de gemeente |
| BU09172200    | Heksenberg                     | 2600       | 81               | 72             | Locatie in de gemeente |
| BU09172201    | Pronsebroek                    | 700        | 21               | 21             | Locatie in de gemeente |
| BU09172300    | Verspreide huizen              | 70         | 474              | 453            | Locatie in de gemeente |
| BU09172400    | Groot Rennemig                 | 3320       | 63               | 63             | Locatie in de gemeente |
| BU09172401    | Beersdal                       | 1630       | 91               | 91             | Locatie in de gemeente |
| BU09172402    | Schelsberg                     | 270        | 45               | 41             | Locatie in de gemeente |
| BU09173000    | Husken                         | 1390       | 37               | 37             | Locatie in de gemeente |
| BU09173001    | Zeswegen                       | 2480       | 59               | 59             | Locatie in de gemeente |
| BU09173002    | In de Cramer                   | 10         | 34               | 34             | Locatie in de gemeente |
| BU09173100    | Musschemig                     | 1030       | 32               | 32             | Locatie in de gemeente |
| BU09173101    | Grasbroek                      | 1140       | 29               | 29             | Locatie in de gemeente |
| BU09173102    | Schandelen                     | 1640       | 27               | 27             | Locatie in de gemeente |
| BU09173103    | Hoppersgraaf                   | 990        | 29               | 29             | Locatie in de gemeente |
| BU09173200    | Palemig                        | 750        | 60               | 60             | Locatie in de gemeente |
| BU09173201    | Burettestraat en omgeving      | 400        | 22               | 22             | Locatie in de gemeente |
| BU09173202    | Meezenbroek                    | 3390       | 57               | 57             | Locatie in de gemeente |
| BU09173203    | Schaesbergerveld               | 2380       | 52               | 52             | Locatie in de gemeente |
| BU09173300    | Heerlen-Centrum                | 2280       | 42               | 42             | Locatie in de gemeente |
| BU09173301    | Op de Nobel                    | 1020       | 21               | 21             | Locatie in de gemeente |
| BU09173302    | 't Loon                        | 550        | 14               | 14             | Locatie in de gemeente |
| BU09173303    | Lindeveld                      | 760        | 26               | 26             | Locatie in de gemeente |
| BU09173400    | Eikenderveld                   | 2450       | 38               | 38             | Locatie in de gemeente |
| BU09173500    | Ten Esschen                    | 180        | 197              | 197            | Locatie in de gemeente |
| BU09173600    | Terworm                        | 20         | 203              | 203            | Locatie in de gemeente |
| BU09173601    | Welten-Dorp                    | 3840       | 167              | 165            | Locatie in de gemeente |
| BU09173602    | Ziekenhuis                     | 350        | 85               | 85             | Locatie in de gemeente |
| BU09173603    | Benzenrade                     | 200        | 79               | 79             | Locatie in de gemeente |
| BU09173700    | Bekkerveld                     | 1470       | 37               | 37             | Locatie in de gemeente |
| BU09173701    | Aarveld                        | 1230       | 22               | 22             | Locatie in de gemeente |
| BU09173800    | Caumerveld                     | 1450       | 40               | 40             | Locatie in de gemeente |
| BU09173801    | Douve Weien                    | 3640       | 79               | 79             | Locatie in de gemeente |
| BU09173900    | Molenbergpark                  | 1250       | 59               | 59             | Locatie in de gemeente |
| BU09173901    | Dr. Nolensplein en omgeving    | 1000       | 49               | 49             | Locatie in de gemeente |
| BU09173902    | Dr. Schaepmanplein en omgeving | 1770       | 45               | 45             | Locatie in de gemeente |
| BU09173903    | Schiffelerveld                 | 210        | 53               | 53             | Locatie in de gemeente |
| BU09174000    | Heerlerbaan-Oost               | 4050       | 68               | 68             | Locatie in de gemeente |
| BU09174100    | Egstraat en omgeving           | 2290       | 54               | 54             | Locatie in de gemeente |
| BU09174101    | Giezenveld                     | 1970       | 56               | 56             | Locatie in de gemeente |
| BU09174102    | Heerlerbaan-West               | 1260       | 139              | 139            | Locatie in de gemeente |
| BU09174103    | Imstenrade                     | 260        | 172              | 172            | Locatie in de gemeente |
| BU09174200    | Beitel                         | 80         | 431              | 431            | Locatie in de gemeente |